# Camponotus lividipes
Camponotus lividipes é uma espécie de inseto do gênero Camponotus, pertencente à família Formicidae.